# 姜瑩
姜瑩，中國音樂家，上海音樂學院作曲碩士。曾任中央民族乐团駐團作曲家，作有中國民族管弦乐《丝绸之路》、民族乐剧《印象国乐》、《又见国乐》、民族器乐剧《玄奘西行》等作品。

## 生平
姜瑩是八零後，自7歲起學習琵琶，16岁起學習作曲。後來進到上海音樂學院學習，师从該院教授徐孟东，2010年獲作曲硕士学位。畢業後，於同年進入上海民族樂團工作。2013年，改到中央民族乐团工作，擔任驻团作曲；2018年改調中国交响乐团。

## 作品
姜莹的主要作品有民族管弦乐《丝绸之路》，民族乐剧《印象国乐》、《又见国乐》，民族器乐剧《玄奘西行》，交响诗《生命的礼赞》，交响序曲《艰难与辉煌》等。

### 《丝绸之路》
民族管弦乐《丝绸之路》完成于2010年10月底，原本曲名是《库姆塔格》，得名於東突厥斯坦一帶的库姆塔格沙漠。該曲旋律是由同作者创作的室内乐作品《丝路》及《敦煌新语》擷取而來。
依照曲式，可大致將該曲分為四大段落：1-14 小节的散板、15-84 小节的 4/4 拍的中板、85 至 233小节 Bpm 80 逐渐加快及 234-246 结尾的急板。在配器上，主旋律以曲笛、唢呐、琵琶和板胡演奏为主，引入貼膠布的新笛，並使用新疆手鼓；和聲上，該曲使用到和声小调、弗里几亚调式以及阿拉伯地區的調式，具有當地色彩。
《丝绸之路》相當受歡迎，是世界各地中樂團爭相演出的經典之作。

### 《印象国乐》、《又见国乐》
《印象国乐》、《又见国乐》這兩部樂劇是2013年姜瑩加入中央民族樂團後，與导演王潮歌合作推出的大型民族樂劇，由姜瑩作、編曲。他們在中樂團的基礎上加入服裝設計、舞台燈光及對白等元素，團員在樂曲中扮演角色，形成故事線。兩劇已在中國巡演上百場。
其中，《印象国乐》也是一部組曲的名稱，是《印象国乐》裡三首樂曲所組成，分別為第一樂章〈小鳥樂〉、第二樂章〈前世今生〉和第三樂章〈大曲〉。《印象国乐》〈大曲〉相當受歡迎，也是世界各地中樂團爭相演出的經典之作。

### 《玄奘西行》
《玄奘西行》是世界上第一部中國民族器乐剧，开创了“民族器乐剧”这一剧种。本作品創作前後歷時二年，是中國文化部、财政部2017立项的重点新创剧目，由姜瑩擔任作曲、编剧和总导演。

## 榮譽
姜莹的作品曾多次获奖，如中國国家政府作曲最高奖项文华奖“第十八届全国音乐作品比赛”一等奖、中國文化部艺术司與中国民族管弦乐学会举办的“新绎杯”青年作曲家民族管弦乐作品金奖、中国文化部青年作曲家奖等。